# Indi Hartwell
Samantha De Martin (Melbourne, Victoria, 17 de agosto de 1996) es una luchadora profesional australiana. Es conocida por haber trabajado para la empresa estadounidense WWE de 2019 a 2024, donde se presentó bajo el nombre de Indi Hartwell. Entre sus logros para la antedicha compañía, destaca un reinado como Campeona Femenina de NXT, y otro como Campeona Femenina en Parejas de NXT junto a Candice LeRae.
Antes de firmar con WWE, De Martin luchó en su nativa Australia para promociones independientes como World Series Wrestling, donde es una ex Campeona Femenina de WSW, y Riot City Wrestling, donde es una ex Campeona Femenina de RCW.

## Primeros años
Samantha De Martin nació el 17 de agosto de 1996 en Melbourne, Victoria, Australia, siendo hija de una madre chilena y un padre italiano.

## Carrera

### Inicios (2016-2019)
De Martin comenzó a entrenar lucha libre cuando tenía 19 años de edad, deporte que comenzó a tomar bajo la tutela de la Academia Professional Championship Wrestling (PCW) en Melbourne. Hartwell debutó el 19 de marzo de 2016, en su natal Australia. Realizó varias apariciones para promociones de lucha libre como Melbourne City Wrestling, Shimmer Women Athletes, Rise Wrestling, Riot City Wrestling, y World Series Wrestling.

### WWE (2019–2024)

#### NXT (2019-2023)
El 19 de septiembre de 2019, se informó que Hartwell había firmado un contrato con WWE.
Comenzando el 2021, en el 205 Live emitido el 22 de enero, junto a Candice LeRae derrotaron a Gigi Dolin & Cora Jade en la 1.ª Ronda del Torneo Dusty Rhodes Tag Team Classic, avanzando a la 2.ª Ronda, en la que fue el primer combate Femenino en la historia de 205 Live. En la Noche 2 de NXT TakeOver: Stand & Deliver, junto Candice LeRae se enfrentaron a TCB (Ember Moon & Shotzi Blackheart) por los Campeonatos Femeninos en Parejas de NXT, sin embargo perdieron.
El feudo entre las ahora integrantes del stable The Way (junto con Johnny Gargano y Austin Theory) y las campeonas continuó las semanas siguientes, al mismo tiempo, Hartwell comenzó un acercamiento hacia Dexter Lumis durante una lucha entre éste y Gargano, teniendo varios encuentros en backstage. En un Tag Team Mixto entre The Way y Lumis, Bronson Reed y las campeonas Moon y Blackheart, Lumis se llevó a Hartwell, quien fingió estar desmayada para ser llevada.
En un combate que tuvieron las Campeonas Femeninas en Parejas, estas recibieron obsequios supuestamente de Lumis, lo que causó la ira de Hartwell y LeRae quienes las atacaron con los mismos, y llevando a Hartwell a alejarse de Lumis. El 4 de mayo, las integrantes de The Way derrotaron a Moon Y Blackheart haciéndose con los Campeonatos Femeninos en Parejas, siendo el primer título de ambas en WWE. Para festejar, ambas fueron a un spa, en donde se burlaron de Lumis, el cual sin que éstas se den cuenta, escucho la charla y se marchó decepcionado, sin embargo, LeRae le reveló a Hartwell que ella le entregó los regalos a Moon y Blackheart para separarla de Lumis, lo que ilusionó a su compañera. En el episodio del 25 de mayo, Hartwell buscó a Lumis para disculparse, pero solo encontró un cuarto con ilustraciones tristes de este. El 8 de junio, Lumis encaró a Poppy para ofrecerle uno de sus dibujos, la cual le devolvió un fuerte abrazo ante la decepcionada mirada de Hartwell y el asombro de Triple H y William Regal.
Sin embargo el 6 de julio en WWE The Great American Bash 2021, Lumis volvió a llevarse a Hartwell en brazos tras haber perdido ésta junto a LeRae el Campeonato Femenino en Parejas ante Io Shirai y Zoey Stark. Una semana después, tras una lucha contra Santos Escobar, fue el propio Lumis el que fue cargado en brazos por Hartwell hasta que fueron interrumpidos por The Way, quien se la llevaron. A finales del mes Hartwell le propuso a The Way una lucha entre Lumis y Gargano en el que si el primero ganaba, la relación entre él y Hartwell se oficializaría, pero el 3 de agosto, Gargano derrotó a Lumis, aparentemente finalizando la relación, sin embargo, Hartwell se rebeló y besó a Lumis. El 10 del mismo mes, ambos tuvieron una cita, constantemente interrumpida por The Way.
En el episodio inaugural de NXT 2.0 del 14 de septiembre, en el Capitol Wrestling Center, de forma kayfabe se casó con el luchador Dexter Lumis. Las semanas siguientes, tras el anuncio de embarazo (legítimo) de LeRae, Hartwell comenzó a hacer dupla con Persia Pirotta, iniciando una doble rivalidad con las campeonas Shirai y Stark, y con las miembros de Toxic Attraction Gigi Dolin y Jacy Jane, lo que las llevó a las tres duplas a enfrentarse en Halloween Havoc 2021, en donde Dolin y Jane salieron victoriosas. El 10 de enero de 2023 en NXT New Year's Evil, participó en una batalla real de 20 mujeres por una oportunidad al Campeonato Femenino de NXT de Roxanne Perez en NXT Vengeance Day, eliminando a Lash Legend, antes de ser eliminada por Gigi Dolin y Jacy Jayne. La siguiente semana en NXT, Tiffany Stratton trataba de entrar en su camerino, sin embargo, éste estaba ocupado por Hartwell, quien señaló que ya no era suyo, sino de la división femenina de NXT, para ello, arrancó el cartel de Tiffany, sustituyéndolo por otro genérico por lo que Stratton asegura en una entrevista que ya es hora de enseñarle al vestuario femenino de NXT que ha regresado y que la mayor estrella de todas es ella, a la siguiente semana en NXT, fue derrotada por Tiffany Stratton. En Royal Rumble, participó en la 30 Women's Royal Rumble Match representando a NXT, ingresando de #26, sin embargo fue eliminada por Sonya Deville durando 4 minutos y 51 segundos.
En el episodio del 21 de marzo de NXT, perdió ante Tiffany Stratton en un combate clasificatorio por el Campeonato Femenino de NXT. Sin embargo, la siguiente semana en NXT, Hartwell clasificó al combate luego de derrotar a Ivy Nile y Sol Ruca en el último encuentro clasificatorio. El 1 de abril en el evento Stand & Deliver, Hartwell ganó el Campeonato Femenino de NXT en una lucha de escaleras de seis mujeres. El 25 de abril en Spring Breakin', Hartwell retuvo el título ante Stratton y Roxanne Pérez en una triple amenaza. Como parte del Draft 2023, fue promovida al roster principal y reclutada a la marca Raw. Debido a esto, en el episodio del 2 de mayo de NXT, Hartwell renunció al Campeonato Femenino de NXT; lo que provocó que de esta manera terminara su reinado con tan solo 31 días, convirtiéndolo en el reinado más corto en la historia del título.

#### Roster principal (2023-2024)
En el episodio del 8 de mayo de 2023 de Raw, Hartwell hizo su primera aparición como parte del roster oficial de la marca durante un segmento en backstage con Johnny Gargano, Candice LeRae, y Dexter Lumis.
En el episodio del 3 de julio de Raw, Hartwell hizo su debut en el ring, haciendo equipo con LeRae, y perdiendo ante Sonya Deville y Chelsea Green.
El 27 de enero de 2024, en Royal Rumble, participó en el Royal Rumble femenino ingresando con la entrada número seis, antes de ser la primera eliminada de la contienda por Bayley. El 24 de febrero en Elimination Chamber: Perth, junto a Candice LeRae, se enfrentó sin éxito a una lucha titular por los Campeonatos Femeninos en Parejas contra The Kabuki Warriors. Después de varias semanas en las que LeRae se comportó de forma heel (ruda) para ganar combates, y luego de que ella le reclamara sobre sus acciones y fuera amenazada con ser abandonada si no la apoyaba en sus métodos para conseguir victorias, en el episodio del 15 de abril de Raw, Hartwell se unió a ella realizando una estrategia tramposa para poder derrotar a Maxxine Dupri e Ivy Nile en una lucha por equipos. En el episodio del 22 de abril de Raw, compitió en el evento principal de la noche durante una batalla real que determinaría a una nueva Campeona Mundial Femenina, pero no logró ganar, ya que fue eliminada por Maxxine Dupri.
En el episodio del 29 de abril de Raw, durante la segunda noche del Draft de WWE, ella y LeRae fueron trasladadas a la marca SmackDown.  En el episodio del 10 de mayo de SmackDown, establecida como heel, trató de ayudarle a LeRae a derrotar a Bianca Belair en la ronda clasificatoria del torneo Queen of the Ring, pero no logró su cometido. El 25 de mayo en el kick-off de King and Queen of the Ring, ella y LeRae fueron derrotadas por Bianca Belair y Jade Cargill en una lucha titular por los Campeonatos Femeninos en Parejas. El 1 de noviembre, fue liberada de su contrato por WWE. Su última lucha para la compañía fue un combate por equipos en SmackDown, donde hizo pareja con LeRae y fueron derrotadas por Bayley y Naomi; el encuentro fue grabado el 25 de octubre y se transmitió el día de su despido.

## Vida personal
Actualmente se encuentra en una relación con una mujer llamada Lissette.
Ha comentado que la lucha entre Bayley y Sasha Banks en NXT TakeOver: Brooklyn, la inspiró a convertirse en luchadora profesional.
Siguiendo sus raíces chilenas, es fan del club de futbol Universidad de Chile.

## Campeonatos y logros
- Battle Championship Wrestling
  - BCW Women's Championship (1 vez)[47]

- Newcastle Pro Wrestling
  - Newy Pro Women's Championship (1 vez)[48]

- Renegades of Wrestling
  - ROW Women's Championship (1 vez)

- Riot City Wrestling
  - RCW Women's Championship (1 vez)[49]

- World Series Wrestling
  - WSW Women's Championship (1 vez)[50]

- WWE
  - NXT Women's Championship (1 vez)
  - NXT Women's Tag Team Championship (1 vez) - con Candice LeRae

- Pro Wrestling Illustrated
  - Situada en el N°31 en el PWI Female 100 en 2020
  - Situada en el Nº96 en el PWI Female 150 en 2021
  - Situada en el Nº46 en el PWI Female 250 en 2023